# Шпинель Хоупа

Шпинель Хоупа (англ. Hope Spinel) — исторический драгоценный камень, пурпурная шпинель изумрудной огранки массой в 50,13 карата, вставленная в украшенную бриллиантами брошь. В начале XIX века она принадлежала знаменитому коллекционеру драгоценных камней, лондонскому финансисту Генри Филиппу Хоупу. Шпинели Хоупа принадлежит рекорд по цене за карат среди благородных шпинелей. На торгах 2015 года драгоценный камень был продан за $1,47 млн. Шпинель Хоупа достигла почти 30 000 долларов за карат, удвоив предыдущий рекорд стоимости шпинели за весовую единицу.

## История камня

### Коллекция Хоупа
В коллекции Хоупа было шестнадцать шпинелей, все огранённые в европейском стиле. Номера со второго по шестнадцатый хранились в четвертом ящике его шкафа. Шпинель № 1, считающаяся лучшим из шестнадцати образцов, хранилась в шестнадцатом ящике шкафа вместе с самыми важными драгоценными камнями в коллекции, такими, как алмаз Хоупа, жемчужина Хоупа и хризоберилл Хоупа. Немецкий ювелир Брам Герц, который составил иллюстрированный каталог коллекции Хоупа, так описал этот камень:
Необычайно прекрасный и большой рубин-балас восьмиугольной формы, прекрасного светло-бордового цвета, очень густого, красиво огранённый, без каких-либо изъянов или дефектов. Учитывая его необычайный размер и великолепное совершенство, его можно с полным правом назвать непревзойдённым драгоценным камнем. Оправленный в медальон и украшенный бриллиантами, он хранится в шестнадцатом ящике.
Было заявлено, что шпинель весит 199,5 тройского грана (примерно 50 карат). В 2015 году, после взвешивания с использованием точных современных технологий, масса камня была уточнена до 50,13 карата. Как Хоуп приобрел эту шпинель, неизвестно; происхождение большей части его коллекции неясно.

### Смерть Хоупа и распад коллекции
Хоуп умер бездетным в конце 1839 года. В своем завещании он не упомянул свою знаменитую коллекцию — стремясь избежать налога на наследство, он предпочёл подарить её отдельным документом одному из своих племянников. Однако Генри Филипп менял своё мнение относительно того, кому именно из племянников передать коллекцию, и оставил несколько тайных дарственных документов, в результате чего и его старший племянник Генри Томас Хоуп, и его младший племянник Александр Бересфорд-Хоуп считали, что они являются законными претендентами. Это переросло в десятилетие очень ожесточенных юридических споров между племянниками Генри Филиппа. Наконец, было решено, что Александр унаследует большую часть драгоценных камней, но Генри Томас оставит себе восемь самых ценных драгоценностей, включая шпинель Хоупа.
Драгоценные камни, принадлежавшие Генри Томасу Хоупу, оставались в семье до XX века. После его смерти в 1862 году его вдова Энн Адель унаследовала имущество мужа, включая восемь драгоценных камней из коллекции Генри Филиппа Хоупа. Их единственный ребенок, дочь по имени Генриетта, вышла замуж за Генри Пелэма-Клинтона, графа Линкольна (позже герцога Ньюкасла). Чтобы сохранить наследие Хоупов, включая драгоценности и особенно алмаз Хоупа, Энн Адель завещала его своему второму внуку Фрэнсису, при условии, что он примет фамилию Хоуп и герб.
Фрэнсис Хоуп получил свое колоссальное наследство в 1887 году, но вскоре промотал его — он вёл расточительный образ жизни и был заядлым игроком. В 1896 году он был объявлен банкротом и начал подавать судебные иски о расторжении контракта на наследство своей бабушки, чтобы продать коллекции произведений искусства. В 1898 году он продал несколько ценных картин, а в 1901 году продал алмаз Хоупа, который в итоге оказался в США и вошёл в экспозицию Музея естественной истории при Смитсоновском институте в Вашингтоне. В 1917 году оставшиеся сокровища были распроданы через аукционный дом Christies на аукционе «Семейные реликвии Хоупов», который длился несколько дней. 17 июля 1917 года шпинель Хоупа приобрёл за 1060 фунтов стерлингов (около 80 000 фунтов стерлингов по курсу 2015 года) лондонский дилер Сесил Дрейсон.

### После Хоупов
Дрейсон продал камень леди Джорджиане Маунт-Стивен, второй жене Джорджа Стивена, 1-го барона Маунт-Стивена. Лорд Маунт-Стивен, шотландец по происхождению, был канадским миллионером и филантропом, президентом Банка Монреаля, президентом и строителем Канадской тихоокеанской железной дороги и первым канадцем, получившим титул пэра Соединённого королевства. Они с Джорджианой поженились в 1897 году и жили в Великобритании. Джорджиана была фрейлиной герцогини Текской, матери королевы Марии, и была близким другом и доверенным лицом королевы. Когда леди Маунт-Стивен умерла в 1933 году, шпинель перешла к племяннице лорда Маунт-Стивена Элси Рифорд. Элси, будучи племянницей лорда Маунт-Стивена и дочерью Роберта Мейена, богатого монреальского бизнесмена, была известной фигурой в обществе. Она и ее муж Роберт Рифорд были страстными коллекционерами произведений искусства и драгоценностей и собрали одну из крупнейших коллекций произведений искусства в Канаде. Когда в 1920-х годах невестка Элси, Эвелин Рифорд, была представлена ко двору в Лондоне, она носила шпинель Хоупа в качестве кулона. Затем шпинель унаследовала внучка Элси и крестница леди Маунт-Стивен.
В 2015 году прямой наследник Рифордов выставил шпинель Хоупа на торги на аукционе Bonhams Fine Jewellery в Лондоне. Торги состоялись 24 сентября. Лот представлял собой коробочку, в которую были вложены кулон с бриллиантами и шпинелью Хоупа и старая записка, атрибутирующая камень: «Spinel Ruby from Hope Collection». Заявки поступали со всего мира по восемнадцати телефонным линиям, онлайн, а также от участников торгов в торговом зале Bonhams на Нью-Бонд-стрит в Лондоне. В итоге драгоценный камень был куплен частным участником телефонных торгов по рекордной цене в 30 000 долларов за карат (962 500 фунтов стерлингов за лот).